# 俺と付き合ってください。
「俺と付き合ってください。」（おれとつきあってください）は、2018年10月31日にソニー・ミュージックレコーズから発売された遊助の25枚目のシングル。

## 概要
前作「みんな頑張ってる」から約7か月ぶりのシングル。
表題曲の「俺と付き合ってください。」はラブソングであり、ミュージックビデオには女優の堀田真由が出演している。

## 販売形態
- 初回生産限定盤A
  - CD+DVD
- 初回生産限定盤B
  - CD+DVD
- 通常盤
  - CDのみ
  - 初回仕様のみトレーディングカード封入（4種類のうち1種類）

## 収録曲

### 初回生産限定盤A
CD
1. 俺と付き合ってください。
作詞：遊助、作曲：Yuuki Kimura・遊助
2. 美女の野獣
作詞：遊助、作曲：Daisuke"D.I"Imai
3. Voyager
作詞・作曲：遊助
4. 俺と付き合ってください。-Instrumental-

DVD
1. 「俺と付き合ってください。」Music Video
2. 「俺と付き合ってください。」Recording Documentary

### 初回生産限定盤B
CD
1. 俺と付き合ってください。
2. 美女の野獣
3. Voyager
4. 俺と付き合ってください。-Instrumental-

DVD
1. ひまわり荘7

### 通常盤
CD
1. 俺と付き合ってください。
2. 美女の野獣
3. Voyager
4. 真夏のBig Up!
作詞：遊助、作曲：遊助・koshin